# Abbaye de Freistroff
L’abbaye de Freistroff est une ancienne abbaye cistercienne située sur l'actuelle commune éponyme, dans le département de la Moselle. Elle fut fondée au XIIe siècle.

## Toponymie
Anciennes mentions : Abbatissa et conventus de Fristorf (1292), Monasterium Sanctæ-Mariæ in Fristorff (1334), Conventus monasterii de Freistorff ordinis Cisteriencis (1338), Abbaye de Notre-Dame de Freistroff (1573),  Fraystorff, abb. de l'ordre de Cisteaux (1594).

## Histoire

### Premières fondations
L'abbaye est fondée en 1130 ou peu avant par Viric (ou Wirich, ou encore Werry) de Walcourt (près de Namur en Belgique), avec l'appui de sa femme et de ses deux fils et cinq filles. D'autres bienfaiteurs interviennent en 1137, en la personne du duc de Lorraine, Simon Ier, et de son épouse Adélaïde. Cette première abbaye, confiée aux chanoines réguliers de saint Augustin, est placée sous la tutelle de l'abbaye de Saint-Pierremont et consacrée à sainte Marie ainsi qu'à saint Gengoul. Parallèlement à cette installation de chanoines réguliers à Freistroff, l'évêque de Metz Étienne de Bar installe des cisterciens à l'abbaye de Villers-Bettnach.
Les moines de Freistroff ont cherché à acquérir une rapide émancipation vis-à-vis de la maison-mère de Saint-Pierremont, allant jusqu'à falsifier les chartes de fondation pour couper tout lien avec cette dernière. D'autre part, Drogon se rend à Rome entre 1134 et 1137 pour faire confirmer sa position par le pape Innocent II. La crise institutionnelle se ressent dans les finances de l'abbaye : les moines ne restent que peu de temps en place, car le second abbé, Simon, en a dilapidé les biens, et le monastère est abandonné. Selon Augustin Calmet, cet abandon a lieu en 1137. En réalité, cette date est à reconsidérer, car Drogon accomplit un second voyage à Rome en 1144.
Après une longue période de vacance, l'évêque de Metz Bertram (ou Bertrand) y installe des Prémontrés venus de l'abbaye de Justemont, puis de l'abbaye de Sainte-Croy. Mais ceux-ci abandonnent également rapidement l'abbaye. À noter que Michel Parisse ne se prononce pas sur la présence de Prémontrés ; il mentionne, après Simon, trois autres abbés attestés vers la fin du XIIe siècle, sans préciser s'ils font partie, comme le pense Augustin Calmet, de l'ordre des Prémontrés, ou si ce sont toujours des chanoines de Saint-Augustin.

### Les moniales cisterciennes
En accord avec le duc de Lorraine Mathieu Ier, Bertram installe en 1210 des moniales cisterciennes, et les maintient malgré les protestations des prémontrés.
En 1414, elles sont rejointes par des moniales de Marienfloss, située à Rettel, que Charles II de Lorraine avait décidé de transformer en chartreuse.

### Les moines cisterciens
En 1460, sans qu'on sache pour quelle raison, les religieuses sont remplacées par des moines du même ordre. L'abbaye de Freistroff s'affilie alors à celle de Morimond.
Au début du XVIIe siècle, et malgré les interdictions édictées par l'Église, l'abbaye de Freistroff se fait créditeur financier auprès des paysans de la région.
En 1658, un incendie ravage entièrement l'abbaye. Elle est reconstruite en 1681, et passe sous le régime de la commende : l'abbé est désormais un noble, qui ne réside que peu ou pas du tout au monastère, nommé par le roi, et qui en tire principalement des bénéfices financiers. L'abbaye de Freistroff subit ce régime jusqu'à la Révolution ; cependant, en 1749, Nicolas-Judes-Thadée Klély se démet volontairement de l'abbaye, qu'il confie à son neveu, Nicolas-Joseph Protais Sevin, qui, quoique commendataire, rétablit une forme de piété dans le monastère.

### Fermeture à la Révolution
Quoi qu'il en soit, l'état général de l'abbaye n'est guère brillant à la fin du XVIIIe siècle. Un autre incendie se produit en 1775. Il reste en 1790, en plus de l'abbé, trois religieux, trois convers, un novice et trois serviteurs. Le relevé des comptes indique que l'abbaye a une dette de 32 000 livres envers l'abbaye voisine de Villers-Bettnach.
L'abbaye est vendue le 17 juin 1791 à Jacques Berweiller. En 1794, elle est réquisitionnée pour servir d'infirmerie militaire. En 1799, le domaine est démembré entre les familles Salmon, Berweiller, Brem, Poirier et Kiffer.

### Après la Révolution
Au XIXe siècle, la propriété de l'abbaye reste morcelée entre plusieurs propriétaires. L'église est partiellement détruite dès 1850.
La famille Salmon installe en 1844 une sucrerie, puis une brasserie dans l'ancienne abbaye. En 1880, une partie des terrains est cédée à une compagnie ferroviaire, qui fait passer la ligne près de l'usine, au milieu des terres de l'ancienne abbaye, la coupant en deux. Les bâtiments de la brasserie sont surélevés en 1884. À la fin du XIXe siècle, l'usine emploie treize ouvriers et produit cinq mille hectolitres de bière par an.
La partie orientale de l'ancienne abbaye appartient à la famille Didion en 1939. Elle subit un incendie destructeur en 1939. La famille Salmon est toujours propriétaire de la partie ouest de l'abbaye lorsque éclate la Seconde Guerre mondiale. L'usine est réquisitionnée par la Wehrmacht, et, le jour de Noël 1942, à la suite d'un négligence des soldats, le bâtiment est incendié. Tout est reconstruit après la guerre. À la fin du XXe siècle, seuls restent de l'abbaye originelle, dans la partie orientale, renommée « Domaine de l'abbaye », quelques piliers disposés le long de l'ancien mur de clôture.

## Filiation et dépendances
La Freistroff est fille de l'abbaye de Morimond

## Liste des abbesses et abbés
Ordre non connu
- 1134[note 1]-? : Drogon
- ? - 1137 : Simon[12]

Prémontrés ?
- Arnoul (date inconnue)
- Jean (attesté en 1178)
- Beaudoin (attesté de 1179 à au moins 1186)

Abbesses cisterciennes
- 1283-1310 : Marie
- 1310-1314 : Isabelle de Maingues
- 1314-1346 : Guille de Salle-Bruche
- 1346-1379 : Helé
- 1379-1399 : Ermenson de Bergh
- 1399-1402 : ?
- 1402-1410 : Avels Aubrione
- 1410-1430 : Agnès
- 1430-1446 : Schmit de Dermenstein
- 1446-1460 : Irmengarde de Dahlem

Abbés cisterciens réguliers
- 1461-1480 : Mathias de Betting
- 1480-1504 : Jacques
- 1504-1512 : Claude de Dampbelin
- 1512-1524 : Jean
- 1524-1556 : Étienne de Senones
- 1556-1594 : Didier Colligny
- 1594-1600 : Nicolas Sellier
- 1600-1626 : François Genneval
- 1626-1652 : Claude Genneval
- 1652-1658 : Claune Aubry

Abbés cisterciens commendataires
- 1681-1705 : François-Nicolas Perin
- 1705-1740 : Pierre Aubertot
- 1740-1749 : Nicolas-Judes-Thadée Klély
- 1749-1790 : Nicolas-Joseph Protais Sevin[12]